# Sericomyrmex beniensis
Sericomyrmex beniensis är en myrart som beskrevs av Weber 1938. Sericomyrmex beniensis ingår i släktet Sericomyrmex och familjen myror. Inga underarter finns listade i Catalogue of Life.